# Aphanius asquamatus
Aphanius asquamatus е вид лъчеперка от семейство Cyprinodontidae.

## Разпространение
Видът е разпространен в Турция.